# 林信孚
林信孚，字信孚，福建懷安縣（今屬福州市）人。明初官員。
洪武四年（1371年）辛亥，明朝首開會試，林信孚考中吳伯宗榜三甲進士。官鉅鹿縣縣丞。